# Ксирисовые
Кси́рисовые (лат. Xyridáceae) — семейство растений, входящее в порядок Злакоцветные (Poales). Включает в себя 270 видов в 5 родах, распространённых, главным образом, в тропических и субтропических районах Америки, Африки, Южной и Юго-Восточной Азии, Австралазии.

## Ботаническое описание
Представители семейства — невысокие, многолетние, редко однолетние травы. Корень волокнистый или утолщённый, короткий, иногда ползучий или луковица, как у Ксириса скрученного (Xyris torta).
Листья узкие, линейные или нитевидные, приземные двурядные или собранные в розетку, в нижней части переходят во влагалище.
Цветки обоеполые, 3-членные, актиноморфные или слегка зигоморфные, собраны в верхушечные шарообразные или цилиндрические головки, высоко поднятые над землей на цветоносах. Каждый отдельный цветок сидит в пазухе небольшого кожистого или жесткого прицветника слегка вогнутой формы. Прицветники расположены по спирали, черепитчато налегая друг на друга.
Чашелистики плёнчатые, их, как правило, три, редко два, как у большинства представителей рода Абольбода (Abolboda). Венчик из 3 жёлтых, реже голубых или белых лепестков. Лепестки ноготковые, срастаются в короткую или длинную трубку с тремя равными и широко отогнутыми лопастями. Для представителей рода Оректанта (Orectanthe) характерен зигоморфный венчик.
Плод — локулицидная коробочка, открывающаяся тремя створками. Семена мелкие, продолговато-веретеновидные или шарообразные, с обильным мучнистым или мясистым эндоспермом и маленьким верхушечным зародышем. Созревшие коробочки, растрескиваясь, высыпают многочисленные легкие семена, которые распространяются при помощи ветра и воды.

## Распространение и экология
Растения этого семейства распространены в тропических и субтропических областях Америки, Африки, Южной и Юго-Восточной Азии, Новой Каледонии, Австралии, Тасмании.
Ксирисовые — растения главным образом болотистых местообитаний. Обычны на песчаных кислых и засоленных почвах, на выходах горных пород, где нередко образуют довольно плотные заросли вместе с осоками, росянками, эриокаулонами и ситниками. Также растут на сфагновых болотах, на торфяниках, вдоль потоков, канав, по берегам рек и озёр. Большинство из них — растения низин, реже их можно встретить на заболоченных участках в горах, где они могут расти на высоте до 3000 м над уровнем моря.

## Применение
Некоторые виды используются местным населением для приготовления лекарственных препаратов.

## Классификация

### Таксономия
В системе классификации APG II (2003), как и в системе APG (1998) это семейство включено в порядок Злакоцветные (Poales) клады commelinids. Основное отличие от системы APG состоит в том, что не входившее ни в один порядок семейство Абольбодовые (Abolbodaceae), состоявшее из одного рода Абольбода (Abolboda), было включено в семейство Ксирисовые.
Система Кронквиста (1981) поместила семейство Ксирисовые (Xyridaceae) в порядок Commelinales подкласса Commelinidae класса Liliopsida.
Система Веттштейна (1935) поместила семейство Ксирисовые (Xyridaceae) в порядок Enantioblastae.

### Роды
Семейство включает в себя пять родов в двух подсемействах:
- подсемейство Абольбодовые (Abolbodoideae):

- Abolboda Humb. & Bonpl. — Абольбода, 22 вида из Южной Америки.
- Achlyphila Maguire & Wurdack — Ахлифила, один вид:

- Achlyphila disticha Maguire & Wurdack

- Aratitiyopea Steyerm. & P.E.Berry, один вид:

- Aratitiyopea lopezii (L.B.Sm.) Steyerm. & P.E.Berry

- Orectanthe Maguire — Оректанта, два вида.

- подсемейство Ксирисовые (Xyridoideae):

- Xyris L. — Ксирис, около 240 видов